# 格爾山
47°35′40″N 13°4′2″E / 47.59444°N 13.06722°E

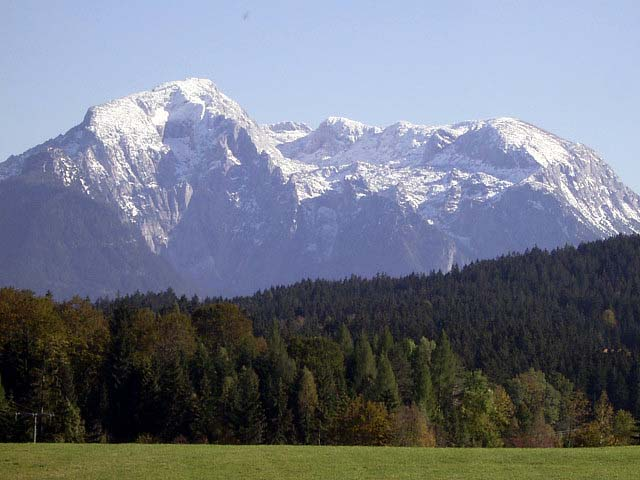

格爾山（德語：Göll），是德國的山峰，位於該國中部，處於巴伐利亞和薩爾茨堡州接壤的邊界，屬於貝希特斯加登阿爾卑斯山脈的一部分，最高點上格爾山海拔高度2,522米。